# Pivot (funkcja komputerowa)

Graficzna prezentacja funkcji pivot.

Pivot – funkcja polegająca na fizycznym obróceniu ekranu o 90° z trybu krajobraz na tryb portret (wysokość większa od szerokości). Funkcja ta zostanie w pełni wykorzystana, jeśli karta graficzna bądź odpowiednie oprogramowanie umożliwia obrócenie wyświetlanego obrazu. Ułatwia to pracę z dokumentami procesorów tekstu (np. Word, Writer) i arkuszy kalkulacyjnych (np. Excel, Calc), dokumentami PDF, ponieważ na odwróconym o 90° ekranie lepiej widać całe dokumenty w formacie ich wydruku (np. A4).